# Conopeum tenuissimum
Conopeum tenuissimum is een mosdiertjessoort uit de familie van de Electridae. De wetenschappelijke naam van de soort werd, als Membranipora tenuissima, voor het eerst geldig gepubliceerd in 1908 door Ferdinand Canu.

## Beschrijving
Conopeum tenuissimum vormt witte korsten en komt voor op dokken, palen, oesters, zeegrassen en andere oppervlakken in estuariene leefomgevingen. Het wordt verondersteld inheems te zijn in de westelijke Atlantische Oceaan, waar het voorkomt van New Hampshire tot de Golf van Mexico en het meer van Maracaibo, Venezuela. Het is geïntroduceerd aan de westkust van de Verenigde Staten, West-Afrika en Australië. Het is een veelvoorkomend aangroeiorganisme in zijn geïntroduceerde verspreidingsgebied, maar specifieke economische of ecologische effecten zijn (nog) niet gemeld.